# 나진 상륙 작전
나진 상륙 작전(러시아어: Расинский десант)은 소련의 태평양 함대가 8월 12일에 나진시에 상륙한 상륙작전이다. 

## 작전 계획
소련은 일본 제국이 한반도의 항구를 이용해 일본군이 기동하는 것을 막기 위하여 한반도의 나진시(지금의 라선특별시)에 이반 유마셰프 제독이 이끄는 태평양 함대 해병대가 상륙하기로 하였다. 8월 9일부터 나진시 항구에 공중 폭격 및 어뢰정의 공습을 받았으며, 나진항에 정박해 있던 수송선 수 척이 침몰했다. 웅기를 점령한 직후, 병력이 모일 때까지 기다리지 않고 바로 구잠정 2척과 정찰대 140명, 승무원 95명으로 이루어진 선봉대를 나진시로 돌격시켰다.

## 작전
선봉대는 1945년 8월 12일 오전 9시 30분경 일본군의 반대 없이 입항하였다. 그러나 제2집단(어뢰정 2척, 분견대 68명)과 제3집단(어뢰정 3척, 제354해병대대대, 제95명)은 일본군의 저항을 받았다. 일본군 수비대(최대 4,000명)는 전투 없이(대부분 소련 상륙 전) 비밀리에 분견대를 남기고 도시를 떠났다. 8월 12일 동안 이 소규모 분견대는 도시 밖으로 쫓겨났다. 분명히 일본인들이 일본 사령부의 통제력을 상실한 것은, 선진 상륙군 사령관의 보고에 따르면, 일본인들이 소규모로 행동하고, 포격 직후 도시를 떠나려고 했기 때문인데, 반격의 시도는 이루어지지 않았다.
낮에는 퇴각하는 일본군 2개의 기둥이 도시로 접근하였으나 화재를 만나 사상자를 내고 전투를 피해 다른 길로 계속 전진하며 나진에서 철수했다.
8월 13일, 제62해상경계분견대 소속 경비함 EK-5, 기뢰 2척, 경비함정 4척, 국경선 4척(2식 "작은 사냥꾼") 등 주력부대 1개 대대가 제62해상경계분견대 소속으로 상륙했다. 상륙작전은 다음 단계인 청진 상륙작전에 참가할 계획이어서 한층 강화(제358해병대, 6포 716명)되었다. 그러나 이 대대는 전투에 참가할 필요가 없었다. 같은 날, 일본 정찰대가 시내로 들어와 하루 전에 일본군 탄약고를 폭파했다.
가장 저항이 컸던 곳은 나진항 입구에 있는 함도(대초도)와 마세미 해안 요새 2곳의 수비대로, 대부분의 해상포를 파괴하는 데 사용되었다. 포격 후 살아남은 일본군은 저항하지 않고 상륙작전에 투항했다. 라시니 상륙작전(함도와 마세미 섬에서는 120명의 전사자와 30명의 전사자와 292명의 생포자가 발생했다)에서 총 277명의 일본인 사상자가 발생했고, 292명이 생포되었다. 우리 측에서는 육지에서의 전투에서 패배가 없었다.
그러나 소련 선박들이 대거 항구에 도착하자 항구에는 이전에 미국 비행기가 매설했던 해상 기뢰들이 다수 있었던 것으로 드러났다. 8월 13일과 14일에 PK-42 국경선 보트 1척이 격침되고 어뢰정, '소형 사냥꾼' 보트, 증기선, 유조선 2척이 파손되었다. 승무원은 7명이 사망하고 37명이 부상을 입었다. 이후 폭탄 테러도 잇따랐다.
8월 12일 오후, 제1극동전선 제25군단의 전방부대가 낙하산 부대를 향해 사격을 가하며 도시로 접근했다. 그리하여 상륙작전의 첫 시간 동안 소련군은 나진시와 나진항을 점령했다. 일본군의 저항은 미미했고, 일본군이 포위된 곳도 쉽게 분쇄되었다. 소련 태평양 함대 사령부는 나진 전투가 끝나기도 전에 청진 상륙작전을 수행하기 시작했다. 

## 같이 보기
- 만주 전략공세작전

## 관련 논문
- 박희성, 〈1945년 8월 소련 해군 태평양함대의 웅기·나진상륙작전 연구〉, 《군사(軍史)》 121, 국방부 군사편찬연구소, 2021년